# Guillaume de L'Aubespine
Pour les articles homonymes, voir Aubespine et Châteauneuf.
Guillaume de L'Aubespine, baron de Châteauneuf (1547-1629), est un diplomate français.

## Biographie
Il est le fils de Claude II de L'Aubespine et de Jeanne Bochetel. Son frère aîné, Claude III de L'Aubespine (1544-1570) avait hérité de la charge de secrétaire d'État de leur père.
Son père acheta en 1552 à Bourges le Palais Jacques Coeur et la chapelle Jacques Coeur de la cathédrale Saint Etienne de Bourges.
En 1568, il est reçu conseiller au Parlement de Paris, en 1572, il passe maître des requêtes, jusqu'en 1574, où il est fait conseiller d'État. Il fut ensuite ambassadeur en Angleterre et chancelier des ordres du roi de 1606 à 1611.
Dans le dernier tiers du XVIe siècle, il fait reconstruire avec son épouse le château de Châteauneuf sur Cher, acheté par son père.

### Sépulture
Mort en 1629, il est enterré avec son épouse et leur fils Charles de L'Aubespine, dans l'ancienne chapelle Jacques Coeur de la cathédrale Saint Etienne de Bourges, où leurs orants, sculptés en marbre de Carrare par Philippe de Buyster, s'inséraient dans un monument funéraire conçu vers 1656 par l'architecte François Mansart et supprimé à la Révolution.
Ces trois orants sont toujours visibles aujourd'hui dans la cathédrale de Bourges, sans le reste du monument funéraire, à l'exception de quelques fragments.
L'aspect du monument funéraire dans son ensemble, est connu par un dessin de la collection Gaignières.
Ces trois orants sont classés Monument historique depuis un arrêté du 21 octobre 1903.
C'est dans le diocèse de Bourges que se trouvait sa baronnie de Châteauneuf.

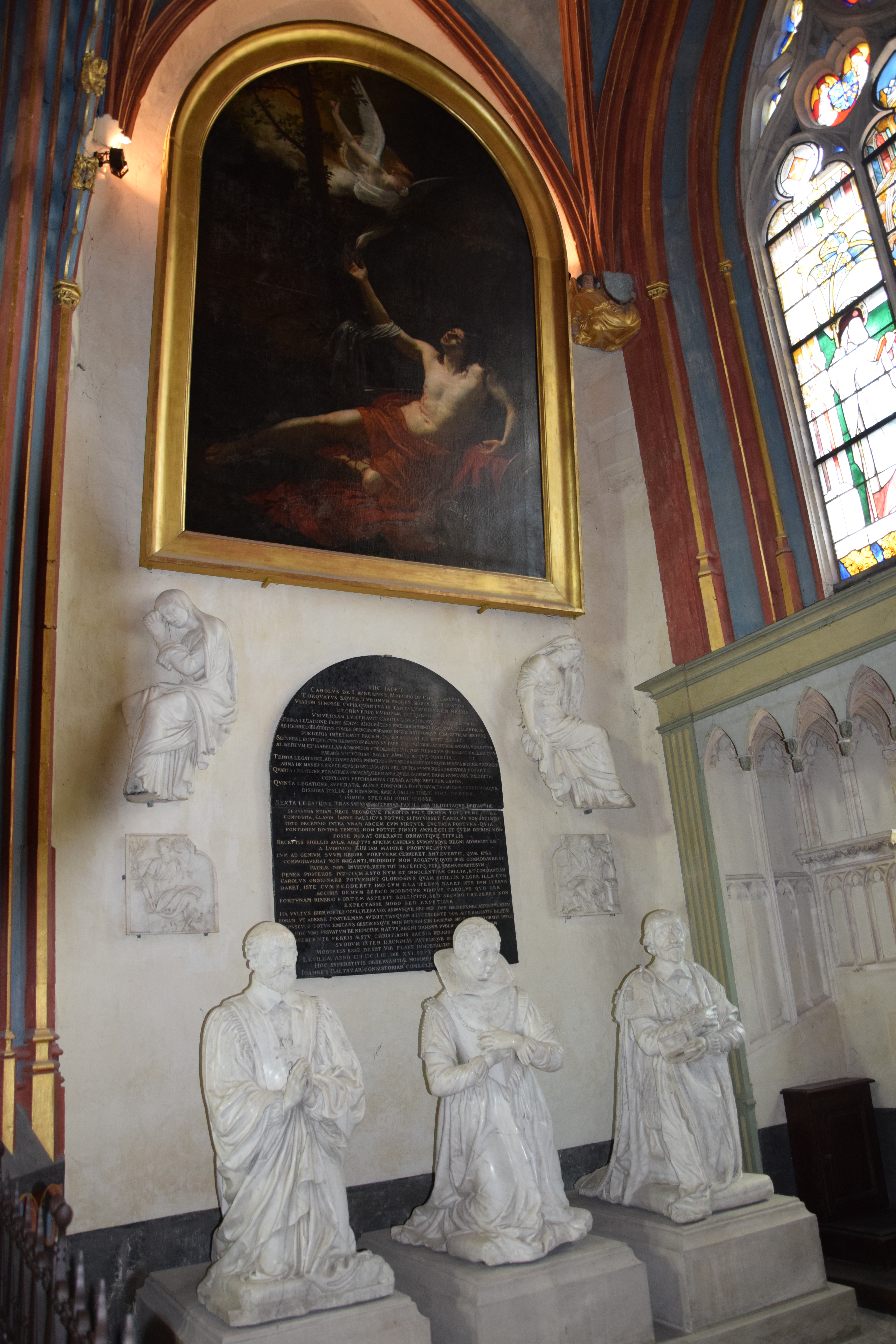
Orants de Guillaume de L'Aubespine, Marie de La Châtre et Charles de L'Aubespine (de gauche à droite) dans la cathédrale Saint-Etienne de Bourges.

### Mariage et descendance
Il épouse en 1572 Marie de La Châtre (vers 1550 - 1626), fille de Claude 1er de La Châtre, baron de Maisonfort, et de Anne Robertet, Elle est la petite-fille de Florimond 1er Robertet, la soeur de Claude II de La Châtre de Maisonfort, maréchal de France ; la belle-soeur de Guillaume Pot de Rhodes, grand-maitre des cérémonies de France.
Tous deux ont : 
- Claude IV de L'Aubespine, baron de Châteauneuf (1574-1619), marié en 1604 avec Gasparde Mitte de Miolans, fille de Jacques Mitte de Chevrières et de Gabrielle d'Urgel de Saint-Priest, dont uniquement une fille religieuse ;
- Gabriel de L'Aubespine (1579-1630), évêque d'Orléans, commandeur des ordres du Roi ;

- Charles de L'Aubespine (1580-1653), marquis de Châteauneuf, garde des sceaux de France ;
- Marie de L'Aubespine[5] (25 mars 1582-8 janvier 1641), abbesse de l'Abbaye de Bussières-les-Nonains dont la communauté est transférée à Bourges dans un nouveau monastère le 7 septembre 1625[6]. Elle devient aussi en 1631 abbesse de l'abbaye bénédictine de Saint-Laurent de Bourges démissionnant en 1637 de sa charge d'abbesse de l'abbaye de Bussière  ;
- François de L'Aubespine (vers 1584-1670), marquis de Hauterive[7], lieutenant-général des armées du Roi, général de l'infanterie française en Hollande, marié en 1631 avec Eléonore de Volvire, marquise de Ruffec. Dont postérité, ils sont notamment les grands-parents du Duc de Saint-Simon, mémorialiste ;
- Madeleine de L'Aubespine, mariée avec Jean Olivier, baron de Leuville, dont postérité ;
- Gabrielle de L'Aubespine (1586-1662), abbesse de l'abbaye bénédictine de Saint Jean des Bois transférée en 1634 à Abbaye de Royallieu dont elle est devenue l'abbesse [8];
- Elisabeth de L'Aubespine, mariée avec André de Cochefilet, comte de Vaucelas[9], dont postérité.

### Distinctions
- France : Chancelier de l'Ordre du Saint-Esprit (1606-1611)
- France : Chevalier de l'Ordre de Saint-Michel

### Source
- Tallemant des Réaux, Historiettes (éd. établie et annotée par Antoine Adam), tome I, Bibl. de la Pléiade, NRF, Gallimard, 1960 : notes 4 et 5 à la p.227 (p.892).